# Baosheng, Pengshan
Baosheng (kinesiska: 保胜乡, 保胜) är en socken i Kina. Den ligger i provinsen Sichuan, i den sydvästra delen av landet, omkring 49 kilometer sydväst om provinshuvudstaden Chengdu. Antalet invånare är 10 730. Befolkningen består av 5 130 kvinnor och 5 600 män. Barn under 15 år utgör 11,0 %, vuxna 15-64 år 71 %, och äldre över 65 år 17,0 %.
Genomsnittlig årsnederbörd är 1 367 millimeter. Den regnigaste månaden är juli, med i genomsnitt 383 mm nederbörd, och den torraste är januari, med 12 mm nederbörd.